# Anathallis casualis
Anathallis casualis är en orkidéart som först beskrevs av Oakes Ames, och fick sitt nu gällande namn av Alec M. Pridgeon och Mark W. Chase. Anathallis casualis ingår i släktet Anathallis och familjen orkidéer. Inga underarter finns listade i Catalogue of Life.